# Charles Atshimene
Charles Atshimene (* 5. Februar 2001) ist ein nigerianischer Fußballspieler.

## Karriere

### Verein
Charles Atshimene stand von 2019 bis 2020 beim Warri Wolves FC in Warri unter Vertrag. Der Verein spielte in der ersten nigerianischen Liga. Für Warri stand er achtmal in der Liga auf dem Spielfeld. Am 1. Januar 2021 wechselte er zum Ligakonkurrenten Akwa United. Mit dem Verein aus Uyo wurde er am Ende der Saison nigerianischer Meister. Mit 19 Toren wurden er und der für Nasarawa United FC spielende Silas Nwankwo Torschützenkönig der Liga. Am 31. August 2021 ging er nach Europa, wo er in Portugal einen Vertrag beim CD Feirense unterschrieb. Der Verein aus Santa Maria da Feira spielt in der zweiten portugiesischen Liga, der Segunda Liga.

### Nationalmannschaft
Charles Atshimene spielt seit 2021 für die Nationalmannschaft von Nigeria. Sein Debüt in der Nationalelf gab er am 4. Juli 2021 in einem Freundschaftsspiel gegen Mexiko. Hier stand er in der Startelf und wurde in der 58. Minute gegen Sunday Adetunji ausgewechselt. Mexiko gewann das Spiel im Los Angeles Memorial Coliseum mit 4:0.

## Erfolge
Akwa United
- Nigerianischer Meister: 2020/21

## Auszeichnungen
Nigeria Professional Football League
- Torschützenkönig: 2020/21